# Ernst Georg von Kalckreuth
Ernst Georg von Kalckreuth (* 1690 auf Guhren bei Crossen; † 1763) war ein preußischer Oberst und Kommandeur des Garnisonsbataillon XII.

## Leben
Kalckreuth diente seit seiner Jugend im Kürassierregiment „Markgraf Friedrich“, in dem er es bis zum Rittmeister brachte. Spätestens 1740 wurde er nach Ostfriesland versetzt und Major sowie Befehlshaber der preußischen Garnison, die in Emden und Greetsiel stationiert war. Im Oktober 1744 wurden die beiden Kompanien in das Garnisonsbataillon XII überführt. Zeitgleich ernannte König Friedrich II. den Major zum Oberst und Chef des Regiments.
Während des Siebenjährigen Krieges wurde Emden Ziel einer französischen Invasion. Das dort befindliche arnisonsbataillon unter Oberst Kalckreuth zählte nur knapp 300 Mann, die zum größten Teil aus Überläufern bestanden. Kalckreuth hatte damit gerechnet, dass Emden ebenso geräumt werden würde wie Wesel und hatte die Festungsgeschütze bereits im April in die Niederlande verschiffen lassen. Auf ausdrücklichen Befehl Friedrich II. sich zu „defendieren bis auf den letzten Mann“ machte er diese Maßnahme rückgängig. Die Franzosen besetzten im Mai Meppen und Rheine, wo sie Magizone anlegten. Am 2. Juli stießen sie auf Emden vor und wurden dort von Kanonenschüssen begrüßt. Am Abend liefen 200 Mann der preußischen Besatzung jedoch über und am folgenden Tag kapitulierten die übrigen 16 Offiziere und 95 Mann der Besatzung. Damit fiel die Grafschaft unter französische Besatzung und musste Kriegssteuern entrichten. Kalckreuth wurde später vor ein Kriegsgericht gestellt und zur Kassation verurteilt.

### Familie
Seine Großeltern waren Hans von Kalckreuth († 12. September 1703), Erbherr auf Pommerzig, Lochau, Mohsau und Guhren und dessen Ehefrau Anne Marie von Naumann (1638–1693). Sein Vater war Hans Otto von Kalckreuth, Erbherr auf Guhren. Seine Mutter war dessen erste Frau Hedwig von Storckwitz († 1690). Sein Vater heiratete danach Maria Elisabeth von Kleist. Er hatte einen Halbbruder aus dieser Ehe, den Generalmajor Samuel Adolph von Kalckreuth.
Kalckreuth war mit Anna Juliane von Stössel († 1779) verheiratet. Sie war die Tochter von Carl Siegmund von Stössel aus dem Hause Liebschütz und der Juliane Regine von Oppel. Das Paar hatte folgende Kinder:
- Charlotte Ernestine (*/† 1732)
- Friedrich Ernst (* 4. Juli 1733; † 8. August 1814), Leutnant
- Wilhelm Heinrich Adolf (1735–1811), Generalleutnant ⚭ Dorothea von Strauss, verwitwete von Feusser (* 1754; † 24. Februar 1810)
- Juliane Sophie Elisabeth (* 17. Februar 1737; † 1823 in Norden) ⚭ 1753 Gerhard Siegmund von Closter-Langhaus (1718–1779), Drost in Emden
- Philippine Sophie Charlotte (* 21. März 1738; † 4. Januar 1817 Hammersmith) ⚭ 1761 Sir George William Smith († 1803 in London)
- Hans Carl Siegmund (* 21. Juli 1739; † 19. Oktober 1814), Oberst ⚭ Auguste Henriette Polyxene von Witton (* 1774; † 19. Oktober 1840). Die Tochter Agnes Auguste Leopoldine heiratete den Autor und Oberst Ignaz von Szwykowski (* 1807; † 15. Dezember 1859).[2]
- Margaretha Elisabeth „Greetliese“ (* 1. Januar 1742) ⚭ 6. Juni 1764 Rittmeister Wilhelm Friedrich von Weddingen